# Rivera (Buenos Aires)
Rivera es una localidad de Argentina ubicada en el partido bonaerense de Adolfo Alsina, junto al límite con la provincia de La Pampa. 
Fue fundada por inmigrantes judíos procedentes de Rusia, Polonia y otras partes de Europa del Este a principios del siglo XX.

## Población
Cuenta con 3217 habitantes (Indec, 2010), lo que representa un incremento del 6,6% frente a los 3016 habitantes (Indec, 2001) del censo anterior.
| Gráfica de evolución demográfica de Rivera entre 1960 y 2010 |
|                                                              |
| Fuentes: INDEC                                               |

## Historia
Muy cerca del límite con la provincia de La Pampa, a 45 km de Carhué y a 610 de la Ciudad Autónoma de Buenos Aires es una localidad que tiene poco más de cien años pero una historia muy rica.
Durante la primera década del siglo XX, los judíos que eran perseguidos por el Zar Nicolás II de Rusia comenzaban a llegar a distintos lugares del mundo. En la Argentina se establecieron mayoritariamente en el sur de las provincias de Entre Ríos y de Santa Fe; eran campos comprados por la Asociación de Colonos Judíos (J.C.A.), con sede en Londres y dirigida por el Barón Mauricio de Hirsch.
Pero la última adquisición no fue la mejor, Hirsch nunca vio los campos y sus enviados compraron parcelas de un inhóspito terreno en el oeste del interior de la Provincia de Buenos Aires y el este de la Provincia de La Pampa.
Allí se instalaron poco más de 3 familias, que después de años de perseverancia y tesón, lograron convertir esa tierra rala en un lugar próspero. De esas colonias nació Rivera. En 2006 tiene cerca de 3000 habitantes, aun cuando supo tener muchos más.
En los orígenes se halla la propiedad adquirida por la familia Leloir (Antonio Leloir era un vasco francés que desembarcó en Buenos Aires después de la caída de Napoleón) en las tierras nuevas conquistadas en 1879: 110.000 en el Partido-Municipio de Adolfo Alsina, en el interior bonaerense, y 30.000 contiguas en la Provincia de La Pampa. 
El 30 de noviembre de 1904 ese bloque pasa por venta a la J.C.A. (en el Registro de la Propiedad, t. P. 209, encontramos el acta de venta de tres lotes (B 25, C 5 y 6) de La Pampa (30.000 ha), por parte de Federico Rufino Leloir a la J.C.A. el 30 de noviembre de 1906 por una suma total de 990.000 pesos m/n pagados al contado por el Banco Alemán Transatlántico)
La compañía se alegra de poder adquirir de un solo golpe un territorio tan vasto, pronto servido por cuatro líneas férreas que se reúnen en Rivera y lo comunican directamente con Bahía Blanca, la Ciudad de Buenos Aires y hasta Mendoza. La empresa no había percibido, en ese momento, el riesgo que presentaba la fuerte proporción de arenas en un suelo que todavía no había sido desmontado en una región mayormente seca y fría.
Es cierto que la J.C.A. precisaba espacio para ubicar a los judíos que huían en masa de los pogroms de la Rusia zarista en los años 1904-1905. Aquellos acontecimientos cambian el reclutamiento: aparecen los ricos, los que acumularon una pequeña fortuna en la única actividad no prohibida a los judíos, el comercio. De ese modo, un grupo de Novo Bug envía delegados a visitar la Argentina en 1904, quienes reservan el sitio de Leloir. El contrato firmado por ese grupo de futuros colonos con la J.C.A. por veinte años no deja de ser interesante:
· Se atribuyen lotes de 150 hectáreas;
· Por cada lote se debe hacer un depósito previo de 800000 rublos a la J.C.A;
· Gastos de viaje a cargo de los colonos;
· Adelanto de 300 rublos por parte de la J.C.A. para la construcción de la vivienda;
· La repartición de los lotes se realizará por consentimiento mutuo, pero el grupo conservará su autonomía de decisión para la producción;
· Se reservan en arrendamiento 6.000 ha para ubicar a los hijos del grupo inmigrante; deberán comprarse antes de que transcurran doce años.
Algunos colonos llegan a Buenos Aires en 1904 y se incorporan a las colonias ruso-alemanas de Coronel Suárez. Compran carros y se transforman en transportistas a pedido, mientras esperan la instalación en Leloir, que comienza en abril de 1905, después de que se libera el vasto galpón donde se realizaba la esquila de las ovejas y que se destina a alojamiento de los recién llegados. La mayor parte de ellos llega directamente a Carhué en un tren especial; allí se les unen sus camaradas de Coronel Suárez con sus carros, y toda una caravana se pone en marcha en Carhué hacia Leloir, a 55 kilómetros, donde 48 familias –192 personas- se hacinan en el galpón. 
Rápidamente cada una de ellas se construye una especie de refugio cavado en la tosca y protegido por bloques de calcáreo (una zembanka). Cuando una familia tiene marcado su lote, construye su casa de adobe y comienza a trabajar la tierra. Todavía falta aprender a dominar el caballo y esa es la obsesión de los comienzos. 
Se vive de la caza de venados y ñandúes; las provisiones se compran en Torroba Hermanos de Carhué y se recurre al monte, que se halla a aproximadamente 30 kilómetros al oeste, para extraer los postes y las estacas necesarios para alambrar. La vida se organiza.
La J.C.A había previsto una estructura colectiva que funcionara desde el principio: cada colono posee, además de su lote de 150 hectáreas, una parcela de 5 hectáreas, un quinta cercana de un caserío que reúne generalmente una decena de familias, y que se denomina “Colonia Novo Bug" pasa a llamarse Montefiore, Bogedorwka se denomina Barón Hirsch, Piarjana se vuelve Crémieux. Revive una sólida tradición comunitaria, todavía perceptible en nuestros días. 
En 1908 se crean Philippson y Leven con familias que habían fracasado en el extremo sur en Villa Alba y Médanos, cerca de Bahía Blanca.
En 1907 se habilitó la línea transversal construida por el Sud desde Bahía Blanca hasta Huinca Renancó (en la Provincia de Córdoba), prolongada al año siguiente hasta Villa Mercedes (en la San Luis), y luego hasta Mendoza, hecho decisivo para la colonia. La estación del kilómetro 217 (“Rivera”) se transforma en centro vital de la Colonia. Nace un pueblo en el que se instalan, en ese mismo año, la administración de la colonia, el correo, la escuela, la policía, un comerciante francés –Fauré-, un hotel, etc. 
En los años 1910-1914 se multiplican los comercios, pero se construyen pocas casas porque la J.C.A vende los lotes “urbanos” de Rivera a precios muy elevados. Mientras tanto continúa la llegada de colonos, y en 1909 ya se cuentan 251 familias, 1.320 personas.
El acercamiento hacia la década de 1920 da pie a la entrada del "Ciclo Climático Seco", que "fulmina" a las colonias progresistas agrícolas, que atravesaron épocas de bonanza con el "Ciclo Climático Hùmedo Florentino Ameghino 1870 a 1920"
Pero ya comienzan a aparecer los problemas que suscitará la mezcla explosiva del devenir cíclico del clima hacia uno seco, corriendo las isohietas más secas hacia estas localidades junto con el monocultivo cerealero en esos suelos delgado y de textura gruesa. Después de las buenas cosechas de los primeros años con el Ciclo Climático Húmedo, pierden su fertilidad, son arrastrados por el viento y se forman médanos. Pero no se tenía "historia" de los ciclos del clima (se hablaba con humor de "caprichos del clima") en esa pampa seca y fría, con heladas tardías en plena germinación, violentas tormentas de viento y arena o de granizo que interrumpían la cosecha o la inutilizaban, como en el verano de 1911 (el “ciclón” del 4 de febrero provoca muchas muertes y destruye las casas de Rivera). 
En este caso el drama radica en que la J.C.A. consideraba que todas las tierras de la colonia debían dedicarse exclusivamente al trigo. Cada año todo se jugaba a una sola carta y la inexperiencia de los colonos se unía a la del agrónomo francés formado en Montpellier. Con todo, poco a poco, en la década de 1910 se introducen progresos técnicos en la colonia: selección de semillas, aradas anticipadas, pruebas de rotación con la alfalfa.
Se hace evidente para todos que el error básico radica en la estrechez de los lotes, que impide la asociación ganadería-cereal en el nivel de la explotación individual. 
Descubrimiento ejemplar: la situación se repite en todas las colonias de la pampa seca, cualquiera sea su origen. La diferencia se funda en que los colonos de Rivera se organizan para enfrentar a la administración de la J.C.A. y, al precio de duras luchas, intentan imponer sus puntos de vista. Después del desastre de 1910 provocado por la sequía, los colonos obtienen en localización un segundo lote de 150 hectáreas como reserva para un hijo de colono “digno de mérito”. Ese segundo lote debía quedar en barbecho y alternar en rotación bienal con el primero. En la práctica, sin embargo, también se lo siembra con trigo, porque todos lo colonos juegan a esa lotería del trigo, que algunos años da premio... y uno puede marcharse a la ciudad. 
En realidad poco ganan en esa lotería, pese a excelentes cosechas como la de 1914, porque es preciso comprar material, contratar aparceros y obreros agrícolas y endeudarse fuertemente. Finalmente la J.C.A. recupera el segundo lote para asentar en él a obreros agrícolas judíos y, después de 1920, a nuevos inmigrantes que huían de Polonia. La protesta de los numerosos hijos de los colonos se exacerba y literalmente envenena la atmósfera de la colonia.
Toda esa agitación, en definitiva, tiene su origen en la imposibilidad de modificar un marco agrario tan dividido (de 100 a 150 hectáreas por familia) y un sistema de cultivo diferente del imaginado por los primeros administradores: el monocultivo de trigo. 
En un balance de su propio fracaso, que es el del sistema, la cooperativa de Rivera, creada en 1910, expone a la J.C.A. en un largo memorándum sólidamente fundamentado la necesidad de reconsiderar globalmente el sistema de cultivo de la colonia y de asegurar el financiamiento de ese nuevo punto de partida. La cooperativa explica de modo coherente las “deficiencias del sistema agrícola fundado en el trigo”, insiste en el encarecimiento de las máquinas, de los equipos y de las bolsas a partir del estallido de la Primera Guerra Mundial, se queja de las especulaciones del acopiador (compra a precios muy bajos, después de haber vendido muy caras las bolsas y el productor se entera después de que los precios de exportación se han duplicado o triplicado), analiza el extremo endeudamiento de los colonos y concluye: “seguir en esta forma es imposible... hay que introducir y desarrollar la explotación mixta”. A saber: dividir la chacra en tres paños, dos en los que alternan el trigo y el barbecho, como de costumbre, y un tercero dedicado al pastoreo con una rotación de cereales forrajeros (avena, centeno y maíz) y un rincón de alfalfa permanente; introducir vacas lecheras sobre las forrajeras, así como cerdos y aves de corral; mejorar las técnicas con aradas de primavera sobre el barbecho, con siembra de maíz, cosechado verde (pues no llega a madurar) para ensilarlo y con pasturas rotativas permitidas por el alambrado.
Como se ve, se trata de un programa muy moderno para el que se solicita a la J.C.A. un crédito especial de 5.000 pesos por colono para alambrar las parcelas y comprar un primer rodeo de veinte vacas lecheras.
La Cooperativa, en quiebra, se disuelve, pero después de diversas peripecias –huelgas, peticiones, expulsión de colonos demasiado militantes- ese mismo programa habrá de llevarse a cabo. 
La cooperativa de los Granjeros Unidos, fundamentalmente tambera, comienza su actividad en 1922, asociada con un Banco Agropastoril creado por los colonos bajo la autoridad de un líder de la Federación Agraria Argentina, Arano. Cuatro tambos producen leche y queso en diferentes sectores de la colonia y el ferrocarril transporta buena parte de estos productos hacia la rica región vitícola de Mendoza. En vísperas de los años treinta los 450 colonos (unas 2200 personas) que quedan, repartidos en una docena de caseríos (las “colonias”) parecen fuera de peligro. RIVERA es ya un centro de más de 10 000 habitantes con dos escuelas, un banco, una sinagoga, la administración de la J.C.A. y la sede de la cooperativa, con su anillo de quintas hortícolas y huertos; también con sus casas para acoger a los nuevos inmigrantes.
Al sur, la Colonia Narcisse Leven siguió prácticamente la misma evolución: el mismo empuje cooperativista, la misma implementación tambera sobre un fondo de trigo y de cebada cervecera.
La escasez de las lluvias, la fuerza del viento y las heladas tardías hacían que la cosecha fuera segura un año sobre cuatro, que resultara mediocre otro año e inexistente los otros dos. Era la historia climática, ignorada por los occidentales, que se había "invisibilizado" a tono con el aniquilamiento de la cultura de los pueblos originarios.

## Parroquias de la Iglesia católica en Rivera
| Arquidiócesis | Bahía Blanca                  |
| ------------- | ----------------------------- |
| Parroquia     | Santa Teresita del Niño Jesús |

## Personalidades de Rivera
- Ángel Pavlovsky, actor.
- Germán Todino, piloto argentino de automovilismo de velocidad, campeón argentino de TC Mouras, 2018.